# Henry Pelham-Clinton (6. książę Newcastle)

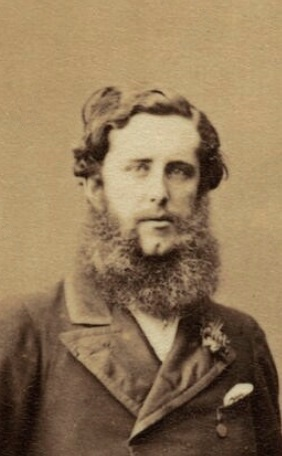
Henry Pelham-Clinton

Henry Pelham Alexander Pelham-Clinton (ur. 25 stycznia 1834, zm. 22 lutego 1879) – brytyjski arystokrata, syn wpływowego polityka Henry’ego Pelham-Clintona, 5. księcia Newcastle i lady Susan Harriett Catherine Hamilton, córki 10. hrabiego Hamilton. Do 1851 r. nosił tytuł lorda Clinton, w latach 1851–1864 hrabiego Lincoln, zaś po śmierci ojca w 1864 r. księcia Newcastle.
Kształcił się w Eton College i w Oksfordzie. Naukę ukończył w 1852 r. W przeciwieństwie do rodzinnej tradycji nie angażował się w życie polityczne kraju. Przez krótki czas (w latach 1857–1859) zasiadał w Izbie Gmin z okręgu Newark. Nie piastował również żadnych urzędów lokalnych z wyjątkiem lokalnego Wielkiego Mistrza Wolnej Loży Masońskiej w Northamptonshire w latach 1865–1877.
Książę lubił żyć na wysokim poziomie, będąc przy tym nałogowym hazardzistą. Nic więc dziwnego, że w końcu roztrwonił większość majątku. Jego dług sięgał 230 000 funtów. W 1860 r. został zmuszony do ucieczki z Anglii przed wierzycielami. Jego sytuację majątkową poprawiło małżeństwo z bogatą Henriettą Adelą Hope (11 kwietnia 1843 - 8 maja 1913), które odbyło się w Paryżu 11 lutego 1861 r. Henrietta była jedyną córką i dziedziczką Henry’ego Thomasa Hope’a. Dzięki temu małżeństwu włości Pelhamów powiększyły się o ziemie w Surrey, Gloucestershire, Warwickshire i Monaghan, zaś książę miał z tych posiadłości roczny dochód w wysokości 50 000 funtów. Henry i Henrietta tworzyli szcześliwe małżeństwo i doczekali się razem dwóch synów i trzech córek:
- Beatrice Adeline Pelham-Clinton (12 lutego 1862 - 16 czerwca 1935), żona Cecila Edmunda Lister-Kaye’a, 4. baroneta, miała dzieci
- Emily Augusta Mary Pelham-Clinton (28 marca 1863 - grudzień 1919), żona księcia Alfonso Dorii-Pamphili-Landiego, miała dzieci
- Henry Pelham Archibald Douglas Pelham-Clinton (28 września 1864 - 30 maja 1928), 7. książę Newcastle
- Henry Francis Hope Pelham-Clinton (3 lutego 1866 - 20 kwietnia 1941), 8. książę Newcastle
- Florence Josephine Pelham-Clinton (18 września 1868 - 15 kwietnia 1935)

Książę zmarł w 1879 r. Wszystkie tytuły przejął jego najstarszy syn.